# Portrait d'Alexandre Lenoir
Le portrait d'Alexandre Lenoir est un tableau peint par Jacques-Louis David. Réalisé en 1810-1811 d'après la liste établie par David lui-même, repris vraisemblablement en 1817 alors que le peintre est en exil à Bruxelles. L'examen scientifique du tableau laisse penser, d'après Antoine Schnapper, que la décoration que Lenoir porte autour du cou, identifiée comme l'ordre de l'Éperon d'or qui lui fut descernée en 1815, absente de la radiographie, montre qu'elle fut ajoutée ultérieurement. Le tableau fait partie des collections du musée du Louvre (Département des peintures, inventaire R.F. 2300).

## Le modèle
Intime de David, Alexandre Lenoir est le créateur du Musée des monuments français (1795). Ils s'étaient rencontrés « dans les rangs de la Garde nationale (…). Le peintre, né en 1748, avait treize ans de plus que lui. Cette amitié, contractée dans la tourmente des débuts de la Révolution, fut inébranlable, bien que l’un et l’autre se soient parfois retrouvés opposés sur le plan politique. Au moins pendant un an, David vint donner à domicile (c’est Alexandre qui le dit) des leçons de dessin à Zélia, la fille aînée des Lenoir (pour, ensuite, probablement passer la soirée avec ses amis). Les meilleurs portraits d’Alexandre sont de lui. « David a peint mon portrait sur un panneau de chêne (...) Il est d’une ressemblance parfaite (...). Il ne sacrifiait jamais la vérité ; trois fois, il a effacé mes yeux, avant de s’arrêter à l’expression qu’il apercevait. » (terminé en 1817 à Bruxelles, ce tableau est au Louvre). ». Le Louvre détient également deux dessins de David faits en 1809, au crayon noir pour Alexandre Lenoir et mine de plomb pour son épouse Adélaïde Binart, et qui, selon les contemporains rapportés par Froissart, « seraient les plus ressemblants du couple. ».